# Conventie van Oslo
De Conventie van Oslo was een in december 1930 opgerichte douaneverdrag om de invoertarieven niet te verhogen. Het werd ondertekend door Noorwegen, Zweden, Denemarken, België, Nederland en Luxemburg. In het verlengde hiervan werd in 1937 de Union Nordique opgericht, om de handel tussen de lidstaten te bevorderen.